# Aureil
Aureil (okzitanisch Aurèlh) ist eine französische Gemeinde mit 1.033 Einwohnern (Stand: 1. Januar 2022) im Département Haute-Vienne in der Region Nouvelle-Aquitaine. Sie gehört zum Arrondissement Limoges und zum Kanton Saint-Léonard-de-Noblat. Die Einwohner werden Aurétois und Aurétoises genannt.

## Geographie
Aureil liegt etwa zehn Kilometer südöstlich von Limoges am Oberlauf des Flüsschens Valoine. Umgeben wird Aureil von den Nachbargemeinden Saint-Just-le-Martel im Norden, Royères im Nordosten, La Geneytouse im Osten und Südosten, Eyjeaux im Süden sowie Feytiat im Westen.

## Bevölkerungsentwicklung

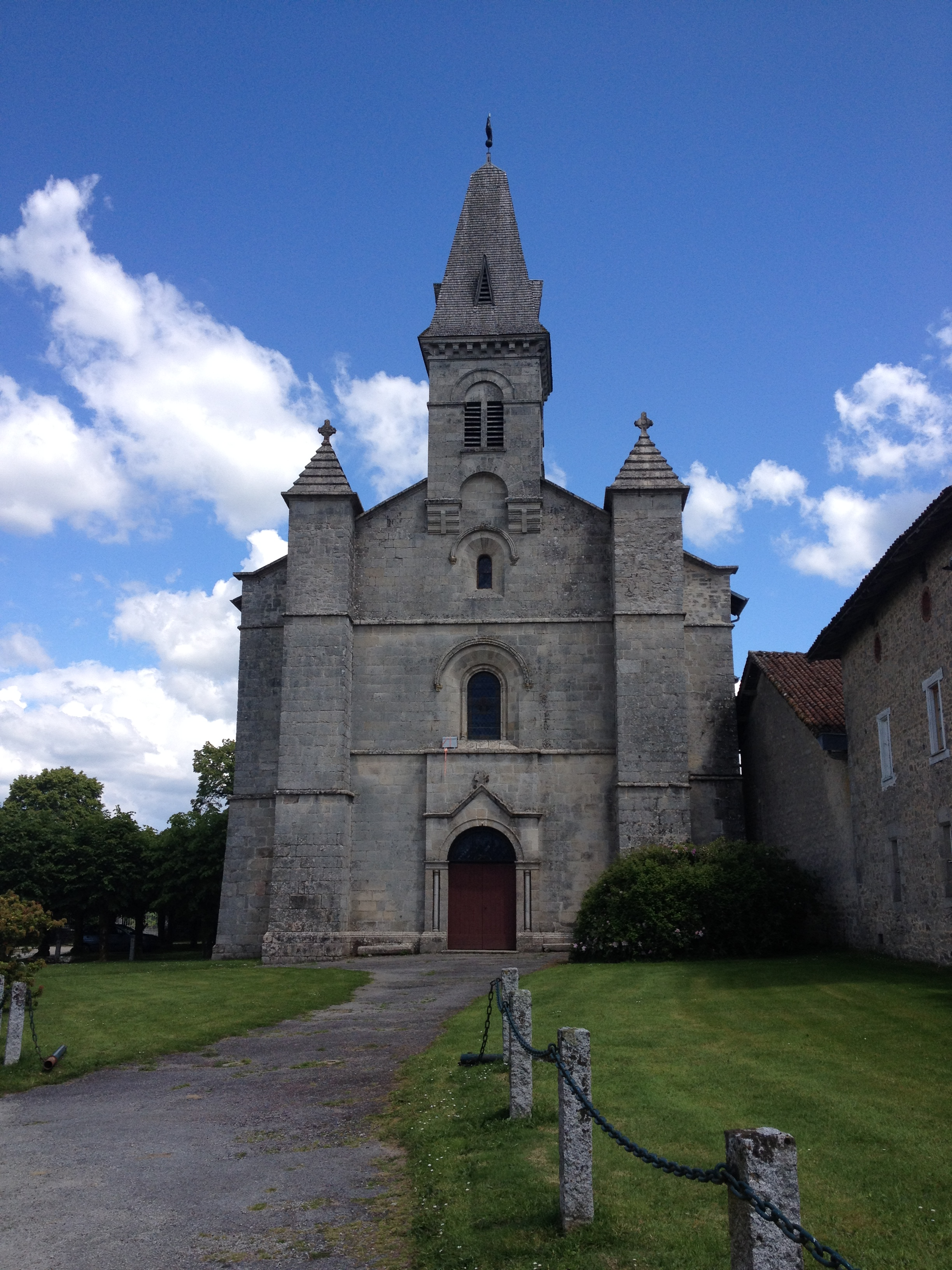
Pfarrkirche Saint-Jean-l’Evangéliste

| Jahr                       | 1962 | 1968 | 1975 | 1982 | 1990 | 1999 | 2006 | 2012 | 2020 |
| Einwohner                  | 360  | 317  | 465  | 597  | 707  | 777  | 823  | 958  | 1009 |
| Quellen: Cassini und INSEE |      |      |      |      |      |      |      |      |      |

## Sehenswürdigkeiten
Pfarrkirche Saint-Jean-l’Evangéliste, früheres Priorat der Regularkanoniker
Das Priorat von Aureil wurde 1080 vom Einsiedler Gaucher gegründet und die Kirche 1093 geweiht. Die drei Jochen des heutigen Gebäudes weisen eher auf einen Bau aus dem 12. Jahrhundert hin, der im 13. Jahrhundert um einen heute zerstörten Chor erweitert wurde, von dem wahrscheinlich der Schlussstein erhalten ist. Über die Klostergebäude ist wenig bekannt. Südlich der Kirche zeugen Entfernungen des Gewölbes aus dem 13. Jahrhundert davon, dass in dieser Zeit ein Kreuzgang wieder aufgebaut wurde. Er wurde Ende des 14. Jahrhunderts von den Engländern zerstört. Die ebenfalls zerstörte Kirche wurde um 1457 teilweise wieder aufgebaut, ebenso wie das Priorat im Jahr 1460. Zwei Strebepfeiler aus dem 15. Jahrhundert verstärken die Südseite der Kirche und bieten gleichzeitig die Möglichkeit eines Durchgangs entlang der Traufseitenmauer, wahrscheinlich in Verlängerung der Galerie des Kreuzgangs. Dieser Durchgang wurde gesperrt.
Die Klostergebäude und ein Teil der Kirche wurden 1569 erneut von der Armee des Herzogs von Deux Ponts und 1575 von den Hugenotten verwüstet. 1599 wurde das Priorat mit dem Jesuitenkolleg von Limoges vereinigt. Im Jahr 1635 wurde die Kirche durch eine Mauer zwischen dem zweiten und dritten Joch in zwei Teile geteilt, so dass die ersten beiden Jochen als Pfarrkirche dienten. Die Klostergebäude wurden 1643–1644 von den Jesuiten nach einem L-förmigen Plan wieder aufgebaut. Der Ostflügel, der auf einem Plan von 1775 dargestellt war und zwischen 1810 und 1880 abgerissen wurde, erscheint auf einem 1880 erstellten Stadtplan nicht mehr. Die Gebäude sind seit der Französischen Revolution Privatbesitz.
Die Vorhalle, die den Zugang zum alten Innenhof ermöglicht, wurde um 1925 wieder aufgebaut. Das Waschbecken des Kreuzgangs ist zwar an Ort und Stelle erhalten, befindet sich aber wahrscheinlich nicht an seinem ursprünglichen Standort. Seine Umwandlung in einen Brunnen mit Becken könnte eine Entwicklung sein, die mit dem Wiederaufbau von Klostergebäuden im 17. Jahrhundert zusammenhängt. 1882 wurde der Westgiebel umgebaut und der Glockenturm errichtet. Das ursprünglich aus Schiefer bestehende Dach des Glockenturms wurde 1967 aus Kastanienholz erneuert. Schließlich wurde das dritte Joch des Kirchenschiffs, das bis 1995 als Scheune diente, äußerlich restauriert und als Gemeindesaal genutzt. Die heutige Pfarrkirche birgt zahlreiche Ausstattungsgegenstände, die in der Base Palissy gelistet sind.
Ehemaliges Nonnen-Priorat in Bost-las-Mongeas aus dem 11. Jahrhundert, im ausgehenden 16. Jahrhundert aufgegeben